# The Devil Wears Prada (groupe)
Pour les articles homonymes, voir The Devil Wears Prada.
The Devil Wears Prada, aussi surnommé TDWP, est un groupe américain de metalcore, originaire de Dayton, dans l'Ohio. Il est actuellement constitué des membres Mike Hranica (chant), Chris Rubey (guitare solo), Jeremy DePoyster (guitare rythme, chant), Andy Trick (basse), et Daniel Williams (batterie) (†). Le groupe maintient sa formation jusqu'au départ du claviériste James Baney. En 2016, le groupe, signé chez Roadrunner Records, compte un total de six albums studio, un DVD, deux EP, une trentaine de singles, et une dizaine de clips.

## Histoire

### Débuts (2005–2006)
The Devil Wears Prada est formé en 2005 à Dayton, dans l'Ohio ; leur nom de groupe dérive du roman du même nom Le Diable s'habille en Prada (originellement The Devil Wears Prada). Fondé par des membres chrétiens qui maintiennent le thème de leur religion, le groupe joue pour la première fois dans une soirée en 2005 avec un bassiste et un guitariste. Jeremy Depoyster, à la guitare rythmique et Andy Trick, à la basse, rejoignent peu après. Ils continuent à jouer dans des clubs locaux à Dayton avant d'enregistrer leur première démo intitulée Patterns of a Horizon. Ils l'envoient à plusieurs labels ; Rise Records les repère et leur propose un contrat, ce qu'ils acceptent. Le groupe, insatisfait de sa démo, ré-enregistre toutes ses musiques depuis sa démo pour son premier album Dear Love: A Beautiful Discord. L'album est enregistré chez The Foundation Recording Studio à Connersville, dans l'Indiana et commercialisé le 22 août 2006. L'album mélange metalcore avec des éléments du post-hardcore.

### Plagues(2006–2008)

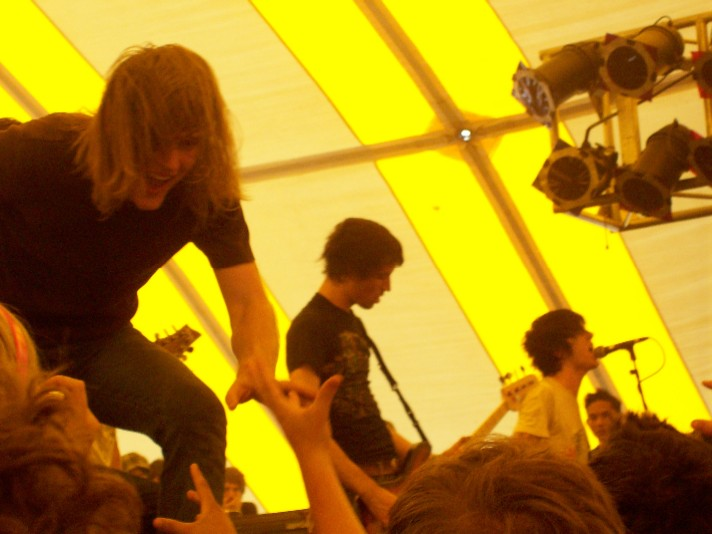
The Devil Wears Prada au Cornerstone Festival.

Avec Dear Love publié fin été 2006, The Devil Wears Prada avait déjà préparé des chansons pour son deuxième album. La version démo du titre HTML Rulez D00d est mis en ligne sur leur page MySpace en 2007. Les pistes HTML Rulez D00d et Hey John, What's Your Name Again? sont les deux principaux singles de l'album ; leurs clips sont diffusés sur Fuse TV. Le titre Plagues atteint la 57e place du Billboard 200 le 7 septembre 2007 et est considéré comme un franc succès avec plus de 30 000 exemplaires vendu de leur album Dear Love: A Beautiful Discord.
Il est à nouveau commercialisé en octobre 2008 en format digipack contenant un DVD de vidéoclips et des vidéos des tournées Warped Tour et Ultimatour en 2008 avec le groupe.

### With Roots Above and Branches Below(2008–2010)
The Devil Wears Prada commence l'écriture et l'enregistrement de son troisième album With Roots Above and Branches Below après sa participation au Warped Tour 2008. Avant sa production, le chanteur Mike Hranica attend un « album plus lourd et plus épique. ». En automne 2008, ils jouent une chanson extraite de ce nouvel album avec Underoath, The Famine, Saosin, P.O.S, et Person L. The Devil Wears Prada joue avec A Day to Remember, Sky Eats Airplane et Emarosa. Ils jouent aussi au Warped Tour 2009 en soutien à l'album With Roots Above and Branches Below. Le 13 mars 2009, le groupe publie une chanson intitulée Dez Moines. Avant la sortie de l'album, l'acheteur a droit à plusieurs options de précommande incluant l'album, un DVD et un shirt et un code permettant de télécharger Dez Moines et Assistant to the Regional Manager. Le groupe publie sur son site officiel With Roots Above and Branches Below le 5 mai 2009. les ventes sont très satisfaisante et l'amènent à la 11e place du Billboard 200. La chanson Dez Moines est publié comme contenu téléchargeable pour le jeu vidéo Guitar Hero World Tour le 7 mai, de même pour la chanson Hey John, What's Your Name Again? pour les jeux vidéo Rock Band et Rock Band 2 le 30 juin 2009,.
En plus de leur performance au Warped Tour 2009, The Devil Wears Prada joue au iMatter Festival d'Elmira, à New York. Le 13 juin, ils jouent la chanson Danger: Wildman pour la première fois en concert. Le chanteur Mike Hranica tient une société de vêtements appelée Shipshape Roolz Clothing qui soutient le groupe. Au 29 septembre 2009, la société ferme et change de nom pour Traditiona, à cause de « démêlés judiciaires ». Du 23 novembre au 21 décembre 2009, le groupe se lance en tournée avec All That Remains,, et joue du 4 février au 21 mars 2010 avec Killswitch Engage et ouvre pour Dark Tranquillity, .
Au début de 2010, The Devil Wears Prada est annoncé dans la catégorie de groupe de l'année 2009 par les lecteurs de Alternative Press et apparaît en couverture. Le 12 février 2010, le groupe confirme la production du clip Assistant to the Regional Manager, qui est publié le 6 avril 2010 et diffusé au Headbangers Ball.

### ZombieetDead Throne(2010–2013)
Lors d'un entretien en avril avec Lucy Alberts de Alternative Press, le groupe révèle l'enregistrement d'un nouvel EP avant la tournée Back to the Roots Tour. L'EP est décrit comme « drôle » et « brutal » dans la veine de ce que sera leur prochain album studio. La tournée Back to the Roots Tour est sponsorisée par Rockstar. Le 11 juin, leur EP est annoncé comme terminé, et sera publié sous le titre Zombie le 23 août la même année,. Après l'annonce de l'EP, le groupe commence sa tournée Back to the Roots Tour le 25 juin comme prévu.
En janvier 2011, Hranica révèle un quatrième album. Le 13 juin, Alternative Press publie une chanson intitulée Born to Lose, issue de leur futur album, puis le groupe signe à Roadrunner Records dans le mois. Hrancia explique que l'album « contient les aspects lourds de l'EP Zombie, accompagnés de mélodies. Born to Lose capture certains de ces éléments et est un avant-goût explicite de l'album ; je dirai que c'est le plus émotionnel et le mieux écrit de nos albums. » L'album, intitulé Dead Throne, est publié le 13 septembre 2011 au label Ferret Music. Il est très bien accueilli par la presse spécialisée, et atteint la 10e place du classement Billboard 200, avec 32 420 exemplaires vendus la première semaine. Dead Throne atteint aussi les classements Christian Albums et Independent Albums, ainsi que la troisième place du Rock Albums Chart et des Hard Rock Albums.
Le groupe est confirmé pour le Rockstar Mayhem Festival 2012 au début de 2012 avec Slayer, Slipknot et As I Lay Dying. Pendant la tournée, le 22 février 2012, le claviériste James Baney quitte le groupe. The Devil Wears Prada annonce un album CD/DVD, Dead and Alive, qui sera publié le 26 juin 2012.

### 8:18(2013–2015)

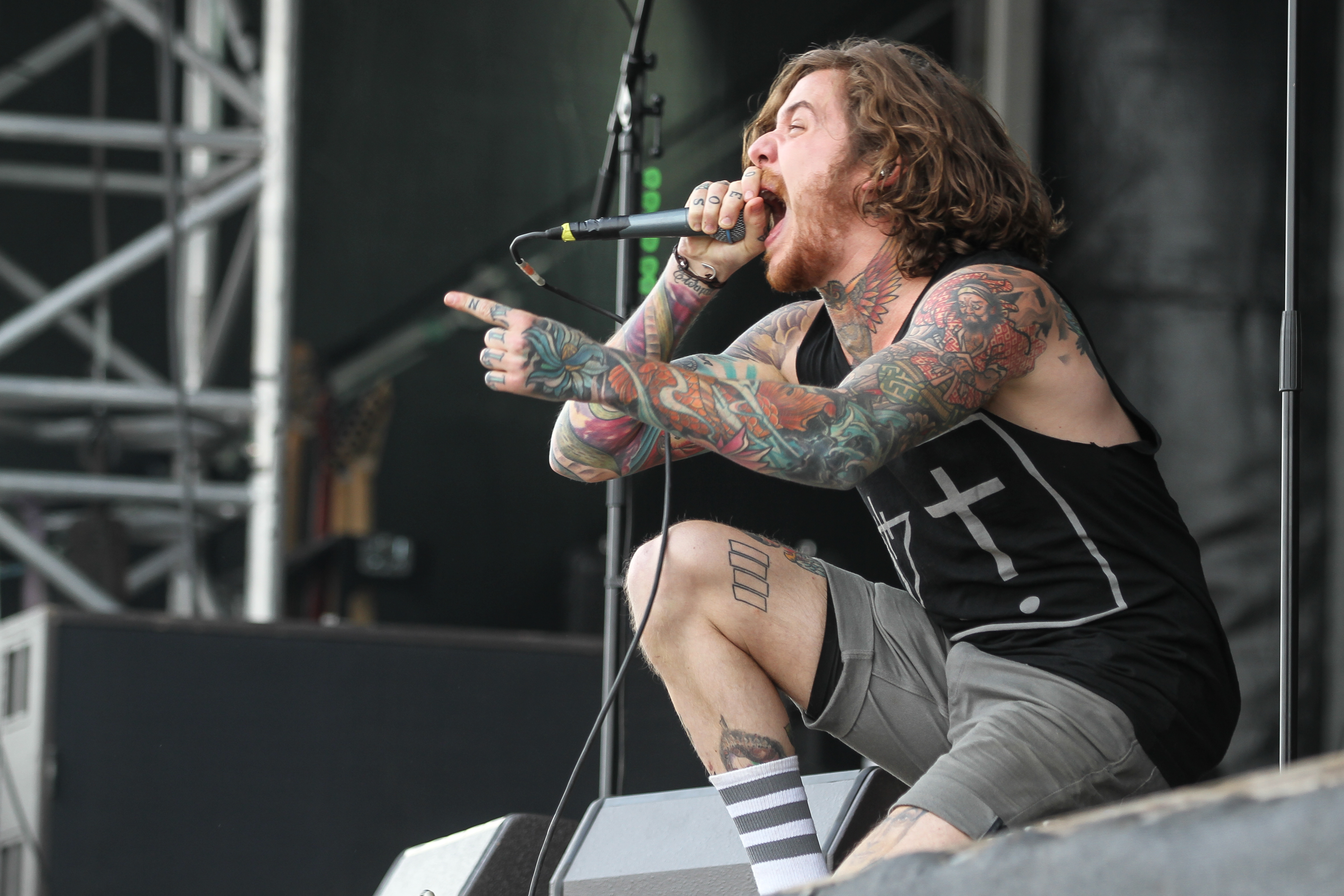
Le chanteur Mike Hranica en 2013.

Le 25 janvier 2012, Mike Hranica annonce un cinquième album plus sombre que Dead Throne and lyriquement plus triste,. Le 20 février 2013, le groupe annonce l'absence de Chris Rubey pour leur tournée avec As I Lay Dying. Samuel Penner de For Today et In the Midst of Lions le remplacera temporairement.
The Devil Wears Prada joue un nouveau titre, Gloom en concert, la version studio de la chanson étant incluse sur leur dernier album à paraître en fin d'année chez Roadrunner Records. Cet album est produit par Matt Goldman (Underoath, The Chariot) avec Adam Dutkiewicz, guitariste de Killswitch Engage, à la production exécutive. Le nouvel album est publié le 17 septembre 2013.
Sur Facebook, le groupe révèle le titre du nouvel album, 8:18. Les précommandes commencent le 30 juillet 2013 et incluent les chansons Home for Grave et Martyrs. La vidéo lyrique de Martyrs est publiée le 30 juillet 2013 sur le site web du magazine Rolling Stone et le 31 juillet 2013 sur YouTube.

### Changement de label et instabilité (depuis 2015)
Le 7 mars 2015, le groupe se sépare de Rise Records. Deux mois plus tard, ils annoncent le départ du guitariste Chris Rubey, et un nouvel EP intitulé Space,. Le groupe publiera également un vinyle 7" pendant le Record Store Day, intitulé South of the City chez Atlantic/Roadrunner. Le 14 mars 2015, le groupe se lance dans une tournée spéciale cinquième anniversaire dédiée à leur EP Zombie. Le groupe joue la chanson Supernova, qui est issue de l'album Space, et publiée le 18 juin 2015. Avant la sortie de l'EP, Hranica annonce un nouveau guitariste dans leurs rangs, Kyle Sipress. L'EP Spaceest publié le 21 août 2015. Le 20 août, le groupe publie le clip de la chanson Planet A.
Le 2 juillet 2016, ils se séparent du batteur Daniel Williams. Le 15 juillet 2016, le groupe publie un nouveau clip intitulé Daughter. Le 18 juillet 2016, quelques jours avant la sortie de Daughter, le groupe annonce un nouvel album, Transit Blues, pour le 7 octobre 2016.

## Membres

### Membres actuels
- Jeremy DePoyster – guitare rythmique, chant (depuis 2005)
- Mike Hranica – chant solo (depuis 2005)
- Kyle Sipress – guitare solo, chœurs (depuis 2015)
- Jonathan Gering – keyboards, synthesizers, programming, backing vocals (depuis 2019; musicien de session 2012–2019)
- Giuseppe Capolupo – batterie (depuis 2019; musicien de session 2016–2019)
- Mason Nagy – basse (depuis 2020; musicien de session 2018)

### Anciens membres
- James Baney – claviers, synthétiseur, piano (2005–2012)
- Chris Rubey – guitare solo (2005–2015), chœurs (2011–2015)
- Daniel Williams – batterie (2005–2016)
- Andy Trick – basse (depuis 2005-2020)

### Musicien de session
- Giuseppe Capolupo – batterie (2016)

## Discographie

### Démo
- 2005 : Patterns of a Horizon

### Albums studio
- 2006 : Dear Love: A Beautiful Discord
- 2007 : Plagues
- 2009 : With Roots Above And Branches Below
- 2010 : Zombie
- 2011 : Dead Throne
- 2013 : 8:18
- 2015 : Space
- 2016 : Transit Blues
- 2019 : The Act
- 2021 : Zombie 2
- 2022 : Color Decay

### Compilations
- 2008 : Punk Goes Crunk
- 2008 : Warped Tour 2008 - Reptar King of the Ozone
- 2009 : Warped Tour 2009 - Sassafras
- 2011 : Warped Tour 2011 - Anatomy
- 2014 : Warped Tour 2014 - Sailor's Prayer

### EPs et albums live
- 2010 : Zombie EP (EP)
- 2012 : Dead and Alive (album live)
- 2015 : Space EP (EP)